# Rembrandtovo svícení

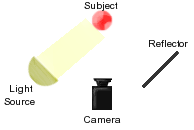
Typické nastavení Rembrandtova svícení

Rembrandtovo svícení (nebo Rembrandtovské nasvícení) je technika osvětlení, která se používá ve studiové portrétní fotografii a kinematografii. Lze jej dosáhnout pomocí jednoho světla a odrazné desky, nebo dvou světel. Je to populární způsob svícení, protože je schopno vytvářet obrazy, které vypadají přirozeně a působivě s minimem vybavení. Rembrandtovo osvětlení je charakterizováno osvětleným trojúhelníkem pod okem subjektu na méně osvětlené straně obličeje. Je pojmenováno podle nizozemského malíře Rembrandta, který tento typ osvětlení často používal.

## Popis
Hlavní světlo je umístěno vysoko pod úhlem asi 45 stupňů na jedné straně vpředu a doplňkové světlo (nebo odrazná deska) s přibližně polovičním výkonem světla hlavního je umístěno do poloviny výšky a na druhé straně vpředu, pokud je subjekt natočen v úhlu k fotoaparátu, přičemž hlavní světlo osvětluje vzdálenější stranu obličeje.
Klíčem v Rembrandtově osvětlení je vytvoření trojúhelníku nebo kosočtvercového tvaru světla pod okem. Jedna strana obličeje je dobře osvětlena hlavním zdrojem světla, zatímco druhá strana obličeje využívá interakce stínů a světla, známého také jako šerosvit (chiaroscuro), k vytvoření tohoto geometrického tvaru na obličeji.
Trojúhelník by neměl být delší než nos a širší než oko. Výsledku lze dosáhnout jemně, nebo velmi dramaticky změnou vzdálenosti mezi subjektem a světly a relativními výkony hlavního a doplňkového světla.

## Příklady

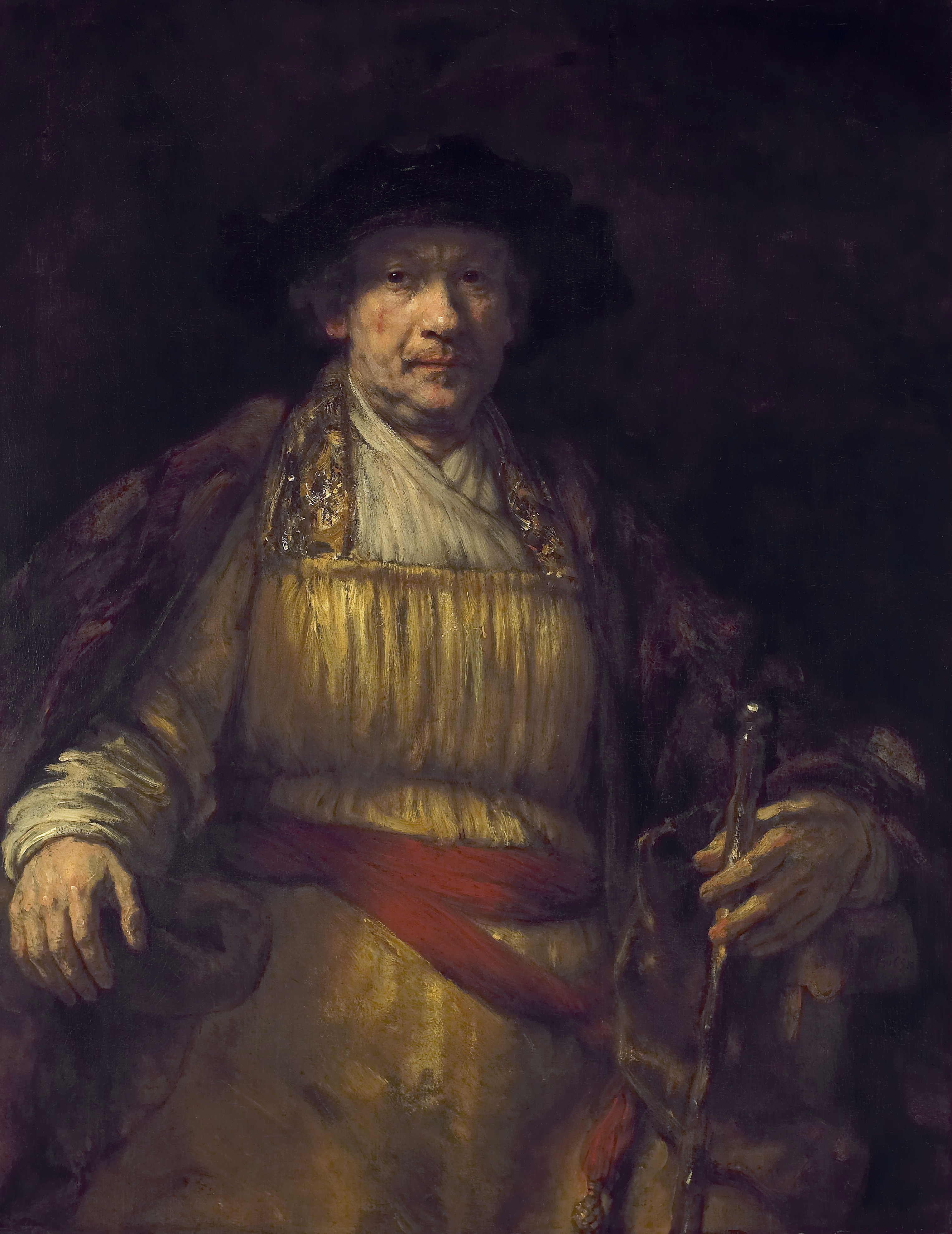
Rembrandt: Autoportrét, 1658
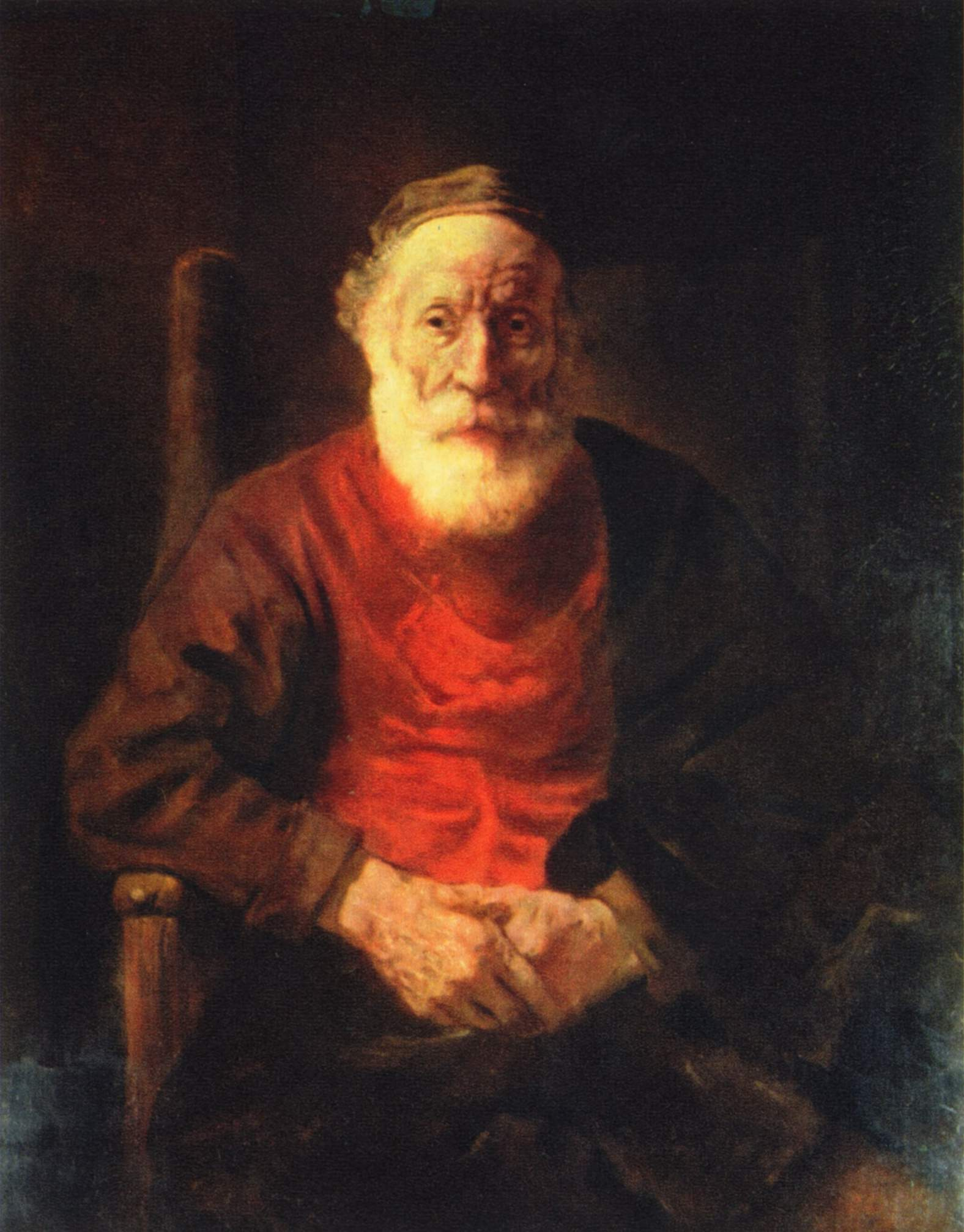
Rembrandt: Starý muž v červeném, 1654
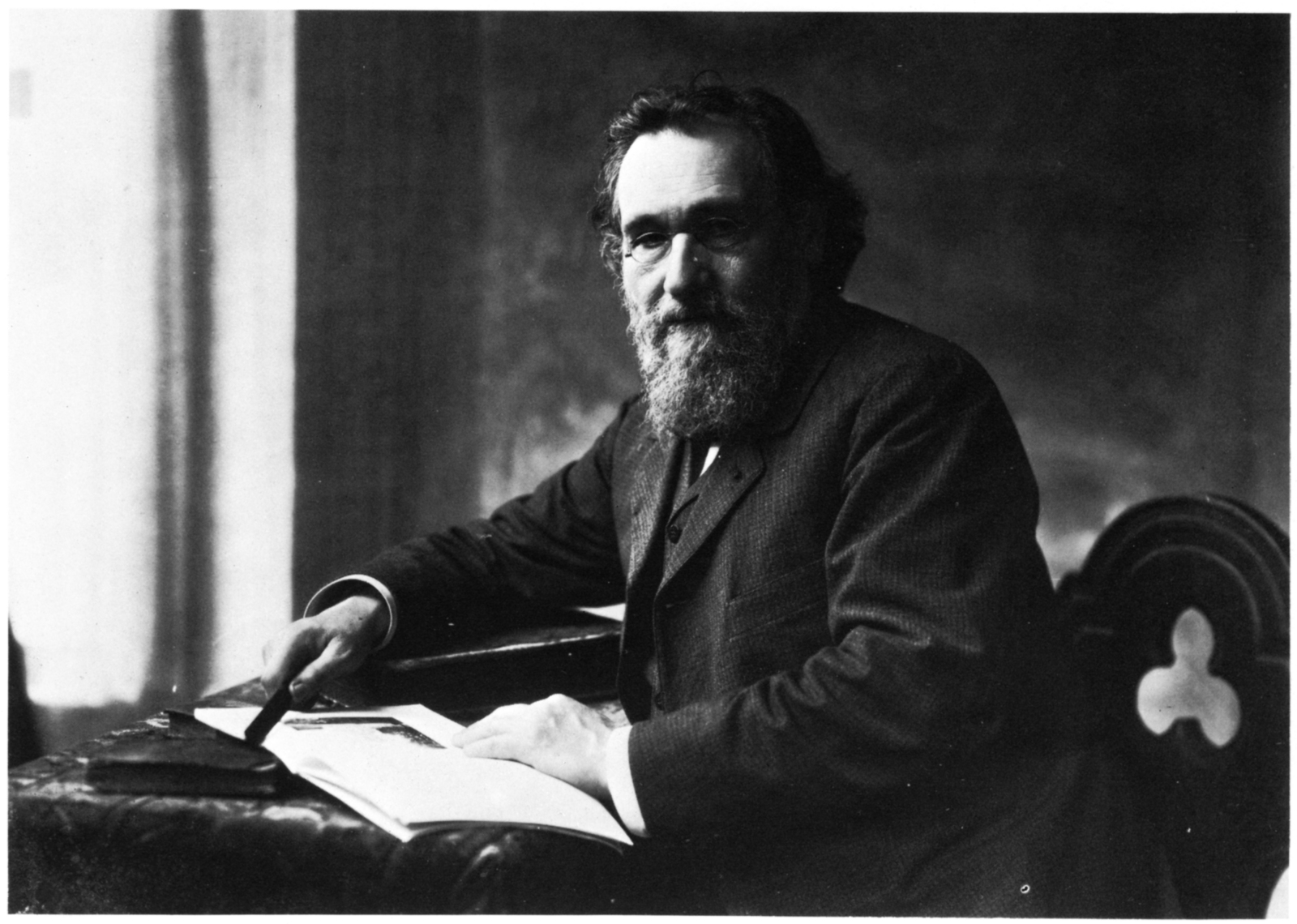
Nadar: Ilja Iljič Mečnikov
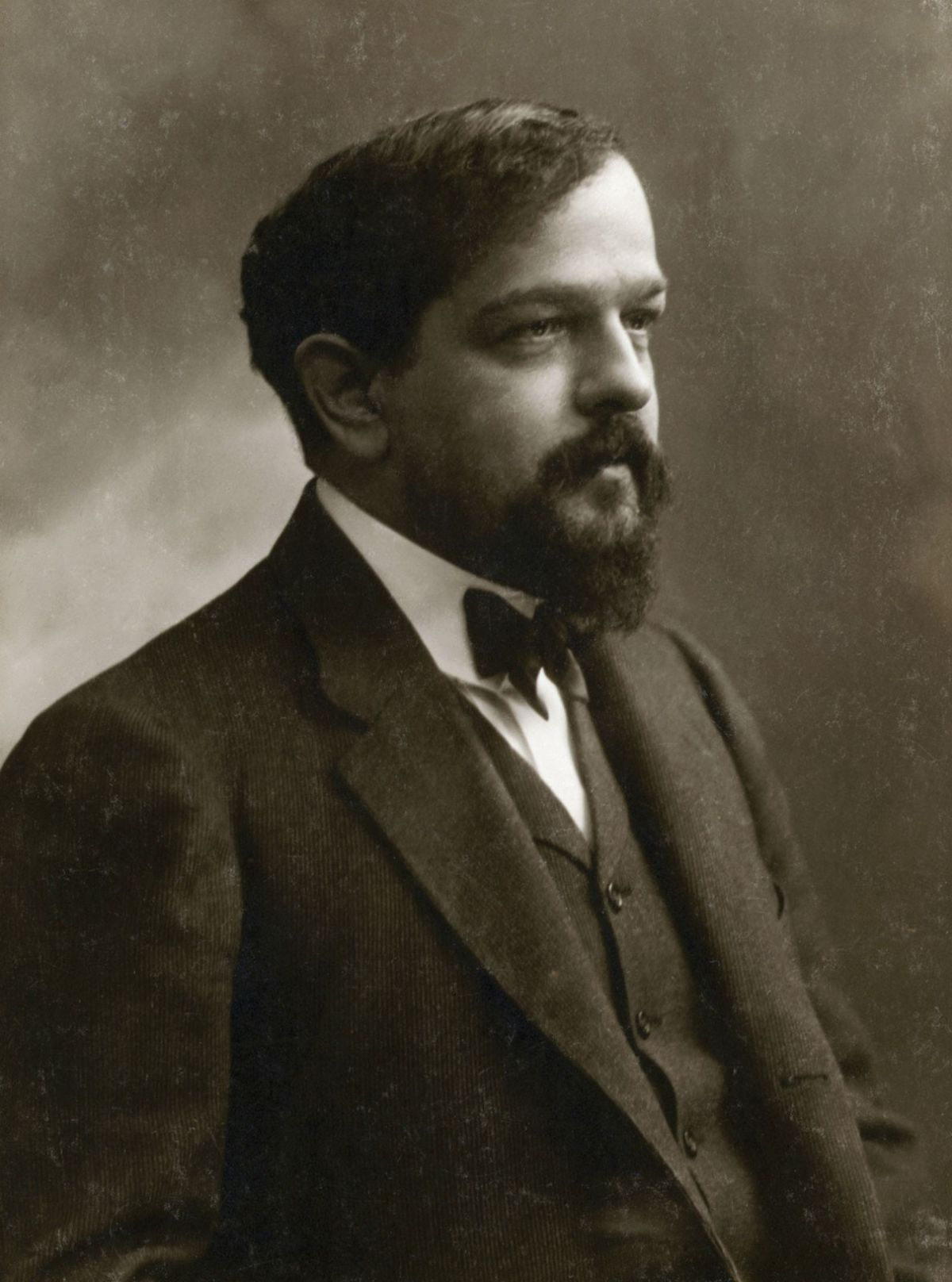
Nadar: Claude Debussy, asi 1908
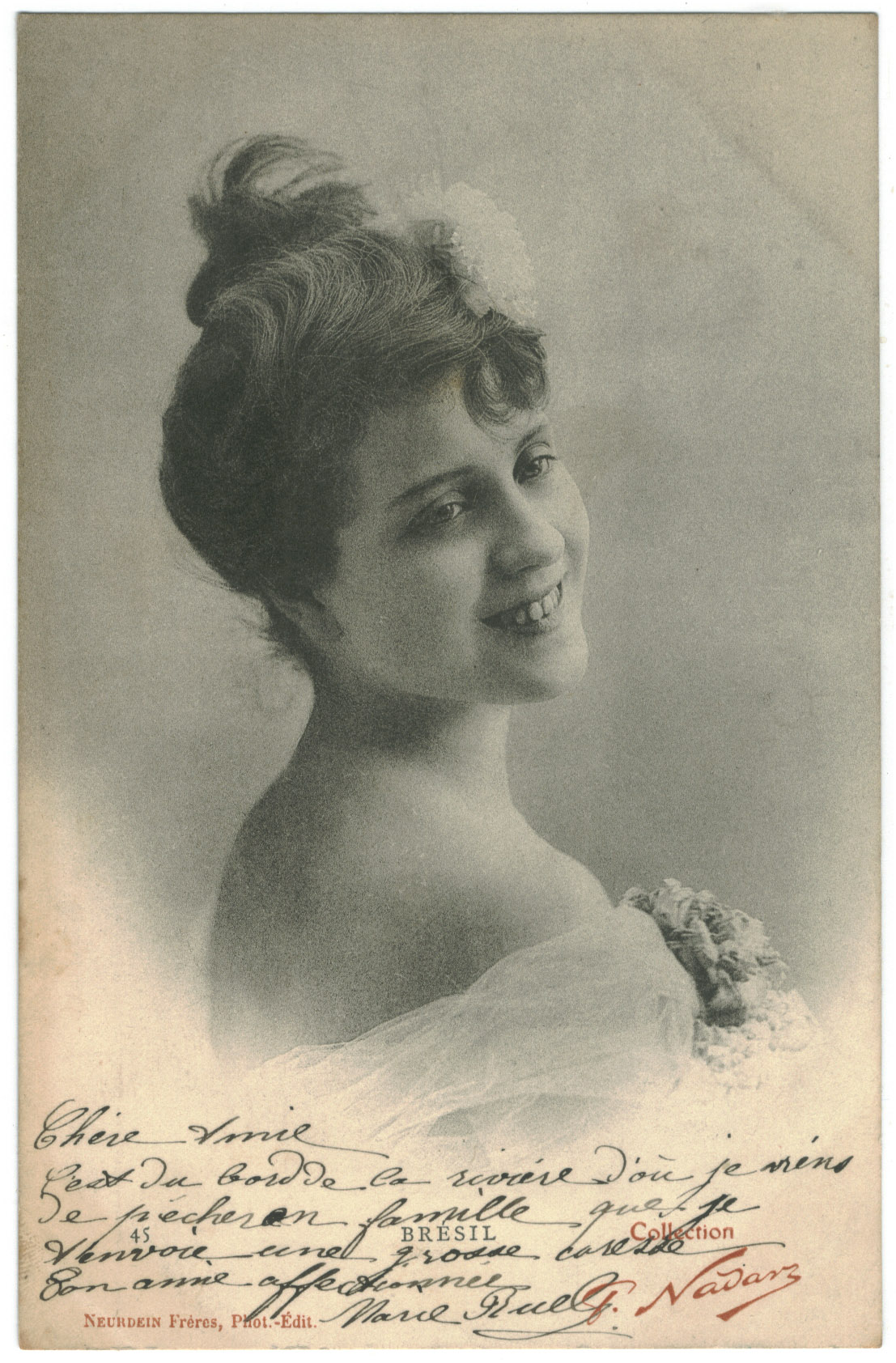
Nadar: Marguerite Brésil
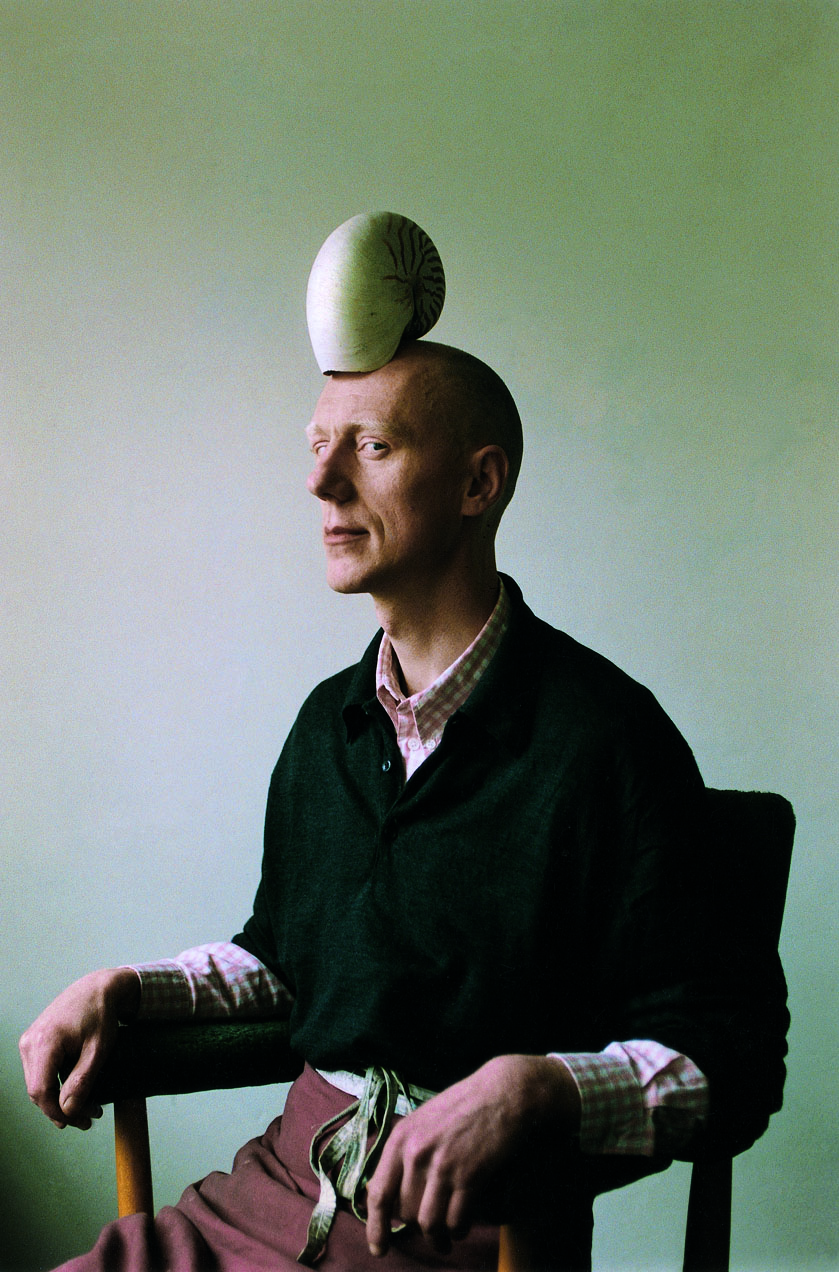
Michiel Hendryckx: Herr Seele, asi 2010
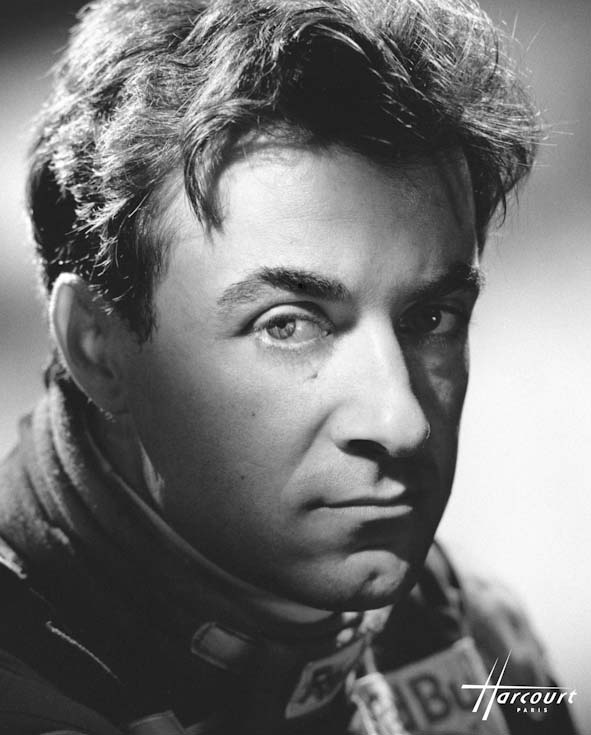
Studio Harcourt: Jean Alesi, 1999
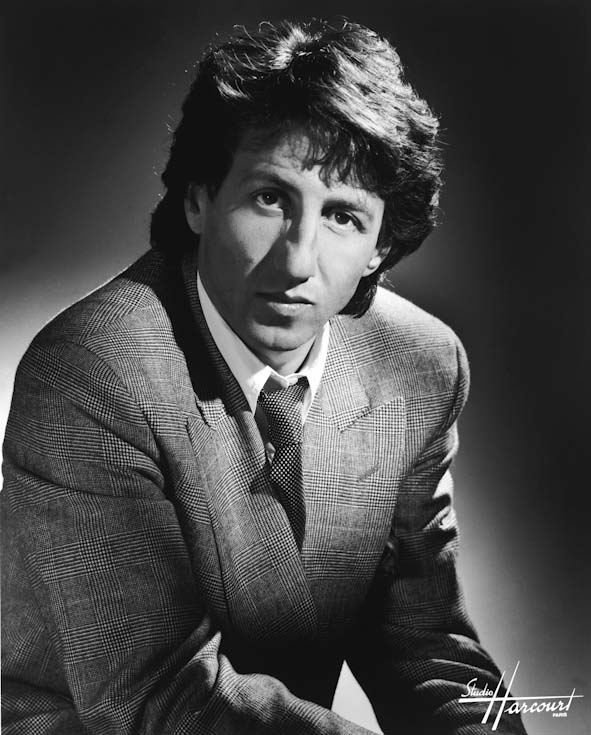
Studio Harcourt: Richard Anconina
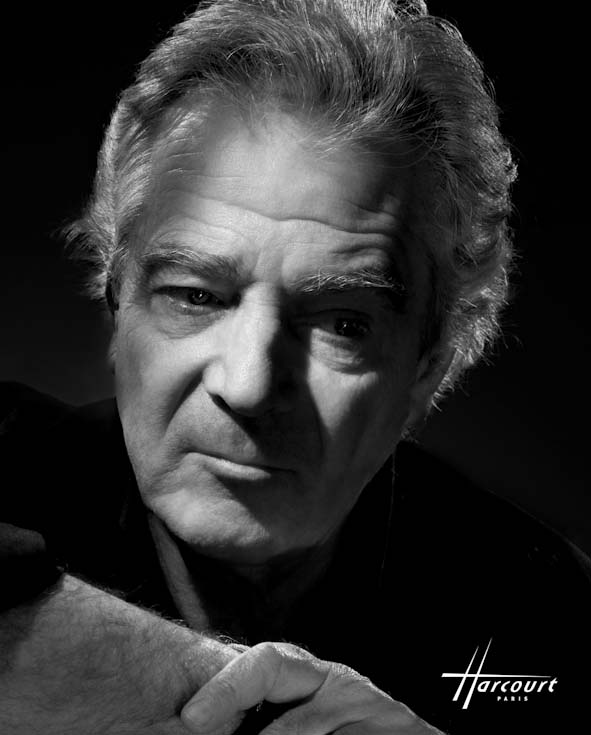
Studio Harcourt: Pierre Arditi, 2009
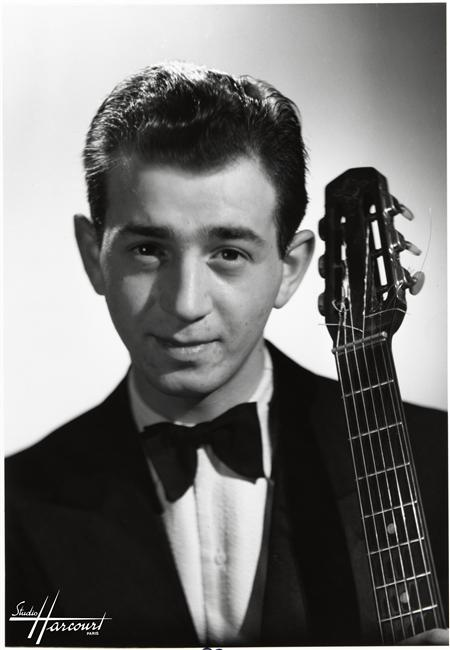
Studio Harcourt: Henri Crolla, 1940

## Původ fotografického termínu
Jako první použil tento termín filmový režisér Cecil B. DeMille. Během natáčení filmu z roku 1915 The Warrens of Virginia si DeMille vypůjčil několik přenosných reflektorů z Masonovy opery v centru Los Angeles a „začal vytvářet stíny, kde by se stíny objevovaly podobně jako v přírodě“. Když jeho obchodní partner Sam Goldwyn viděl ve filmu herecké tváře osvětlené pouze z poloviny, bál se, že zákazníci za snímek zaplatí jen poloviční cenu. Když mu DeMille řekl, že toto svícení používal také Rembrandt, Goldwyn se zaradoval a s úlevou řekl: „Za Rembrandtovo osvětlení by zákazníci zaplatili dvojnásobek!“